# Халле, Чарльз
Чарльз Халле (англ. Charles Hallé, собственно Карл Халле, нем. Karl Halle, также Шарль Алле́; 11 апреля 1819 года, Хаген — 25 октября 1895 года, Манчестер) — британский пианист и дирижёр немецкого происхождения.

## Биография
Первоначальное музыкальное образование получил у своего отца Фридриха Халле, органиста. В 4-летнем возрасте уже свободно читал ноты; в абонементном концерте общества Concordia исполнил небольшую сонату; после этого ежегодно (до 1835) выступал как пианист. В 1827—1835 годах учился в школе, в эти же годы (1826—1833) в концертах Concordia играл на литаврах в оркестре под руководством отца. 16 сентября 1828 года состоялось его первое выступление в Касселе; там же познакомился с Луи Шпором. В 1830 году в Хагене впервые выступил в качестве оперного дирижёра, заменив заболевшего отца, в операх В. А. Моцарта («Волшебная флейта»), К. М. Вебера («Вольный стрелок», «Preciosa»), Д.Обера («Фра-Дьяволо», «Немая из Портичи)», Ф. Герольда («Цампа»).
В июне-сентябре 1836 года учился в Дармштадте у Христиана Генриха Ринка (фортепиано) и Готфрида Вебера (теория музыки).
С октября 1836 года жил в Париже. Совершенствовался у Дж.Осборна (фортепиано). В 1842 и 1845 году выезжал на гастроли в Германию, в 1843 году — в Англию. В 1840—1847 годах выступал как пианист-ансамблист в составе фортепианного трио с Дельфеном Аляром (скрипка) и Огюстом Франкоммом (виолончель). Был первым пианистом, исполнившим в Париже все сонаты Людвига ван Бетховена. Кроме того, давал уроки в Париже (в частности, у него занимался Луи Моро Готшалк). Парижский круг общения Халле был весьма широк, наряду с выдающимися музыкантами (Г. Берлиоз, А. М. Бертон, Л.Керубини, Ф. Лист, Ф. Шопен) в него входили литераторы (Гюго, Бальзак, Жорж Санд и др.). Известно, что Халле аккомпанировал художнику Энгру, скрипачу-любителю, при исполнении последним сонат Моцарта.
С началом революции 1848 года в марте Халле покинул Францию и переселился в Англию; жил Лондоне (первое выступление — 12 мая 1848 года, концерт «Император» Бетховена, Ковент Гарден), с августа — в Манчестере (первое выступление — в сентябре 1848 зале «Джентльменских концертов», Питер-Стрит). В 1852 году перешёл в британское подданство. Преподавал фортепиано, возглавлял «Джентльменские концерты» (с 1850), симфонический оркестр музыкального общества «Цецилия» (с 1852); в 1854—1855 годах руководил оперными спектаклями. В эти же годы в Лондоне давал домашние фортепианные концерты (с 1852), выступал в качестве дирижёра и пианиста в концертах Нового филармонического общества (с 1852).
Одновременно он начал выступать как дирижёр с новосозданным оркестром под руководством Джона Эллы. В 1853 году он был приглашён в качестве постоянного дирижёра в оркестр, работавший в Манчестере.
С 1857 года давал симфонические абонементные концерты, в том же году создал собственный «Чарлз-Халле-оркестр» в Манчестере, которым руководил до конца жизни. Этот оркестр, один из первых английских профессиональных симфонических, известен ныне как «Оркестр Халле». Невысокими ценами на билеты способствовал привлечению широкой аудитории к оркестровой музыке. Дал английские премьеры ряда сочинений Г. Берлиоза («Фантастическая симфония», «Осуждение Фауста», «Детство Христа»).
C 1861 года концертировал в «Сент-Джеймс холле», первым в Англии исполнил все фортепианные сонаты Людвига ван Бетховена. В 1860—1861 годах дирижировал оперными спектаклями в «Театре Её Величества» в Лондоне.
Дирижировал концертами и в других городах Англии — в Эдинбурге (Rade-concerts, 1868), Бристоле (концерты музыкальных фестивалей, 1873—1893), Ливерпуле с 1883 года (концерты Филармонического общества). Выезжал с концертами в Германию (1863, 1864, 1866, 1869, 1880).
В 1888 году Халле был возведён в рыцарское достоинство Британской империи.
Гастролировал как пианист в ансамбле с женой — скрипачкой В. Нерудой-Халле в Австралии (1890—1891) и Южной Африке (1895).
В 1893 году выступил одним из организаторов Королевского Манчестерского колледжа музыки и стал его первым директором.
Скончался от апоплексического удара. Похоронен в Манчестере на кладбище Weaste Cemetery, рядом с первой женой.

### Семья
Отец — Кристиан Фридрих Андреас Халле (нем. Christian Friedrich Andreas Halle; 1790—1848), органист; мать — Каролина Бренштедт (нем. Karoline Brenschedt; 1796—1884).
Жена (с 11 ноября 1841 г.) — Дезире Смит де Рильё (ум. 26.4.1866), уроженка Нового Орлеана;
- девять детей: Мари (1845—1925), Шарль Эмиль (1846—1919), Луиза (1849—1919), Фредерик (1850—1879), Густав (1851—1936), Бернард (1853—1934), Матильда (1855—1925), Элинор (ум. 1926), Клиффорд (ум. 1886).

Жена (с 26 июля 1888) — Вильгельмина Неруда, скрипачка.

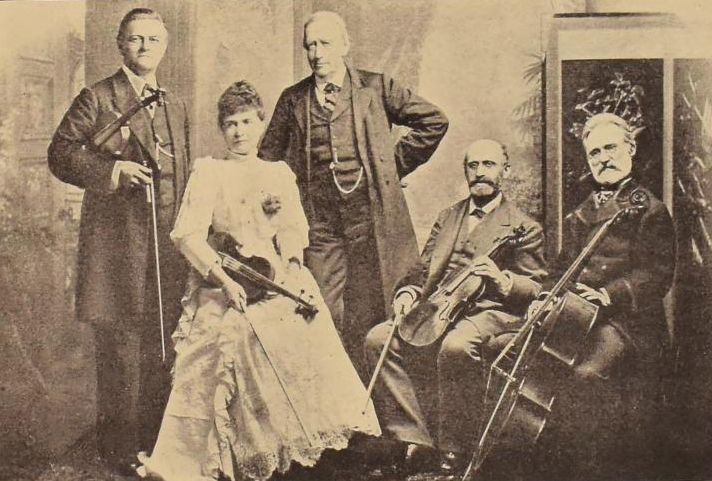
Чарльз Халле (стоит в центре) с женой Вильгельминой Неруда и другими участниками Лондонского струнного квартета

## Творчество
Автор музыкальных сочинений для фортепиано (экспромты, пьесы), струнного квартета и др.; первые сочинения (op.5-7) относятся к 1834 году, первые публикации — к 1844 году.
В 1873 году выпустил учебник фортепианной игры. Был редактором и составителем серий нотных изданий «Фортепианная школа» («Pianoforte School», с 1873) и «Музыкальная библиотека» (с 1876).

## Память
Опубликована автобиография Халле с подборкой писем и дневников, отредактированная его сыном и дочерью:
- Hallé Ch. Life and Letters of Sir Charles Hallé : Being an Autobiography (1819–1860) with Correspondence and Diaries / Ed. by C. E. Hallé, M. Hallé. — London: Smith, Elder & Co, 1896. — 432 p.

(переиздана в 2009 г., ISBN 978-1-108-00182-3)
- На доме, в котором Халле жил в Манчестере, в 1981 году установлена мемориальная доска[9].
- В августе 2006 года в Хагене создано Общество Карла Халле (нем. Karl Halle Gesellschaft Hagen e.V.)[10]. 27 августа 2008 г. Обществом при содействии Лионского клуба Hagen-Harkort и Hagenring e.V. на Kirchenplatz, вблизи дома, в котором родился Ч.Халле, установлена его бронзовая статуя (скульптор Уве Вилль[нем.]). На открытии памятника присутствовал Мартин Халле, правнук Чарльза Халле, со своей семьёй. Одно из обязательных мероприятий, проводимых Обществом, — концерт из произведений Ч.Халле и его современников в день рождения композитора[10].